# 우에조 사토키
우에조 사토키(일본어: 上門 知樹, 1997년 4월 27일 ~ )는 일본의 축구 선수로 현재 세레소 오사카에서 공격수로 뛰고 있다.

## 구단 경력
그는 2016년부터 J리그의 FC 류큐, 파지아노 오카야마, 세레소 오사카에서 뛰었다.

## 수상

### 클럽
FC 류큐
- J3리그 : 우승 (2018)

세레소 오사카
- J리그컵 : 준우승 (2022)